# Getting Over the Storm
Getting Over the Storm è il diciottesimo album in studio del gruppo musicale britannico UB40, pubblicato nel 2013.

## Tracce
Testi e musiche di James Brown, Duncan Campbell, Robin Campbell, Earl Falconer, Norman Hassan, Brian Travers e Terence Wilson, eccetto dove indicato.
1. Midnight Rider – 4:09 (Gregg Allman, Robert Kim Payne)
2. Just What's Killing Me – 4:38
3. Getting Over the Storm – 3:27 (John Riggs)
4. Blue Bilet Doux – 3:27
5. If You Ever Have Forever in Mind – 4:25 (Vince Gill, Troy Seals)
6. Crying Time – 3:15 (Buck Owens)
7. How Will I Get Through This – 4:11
8. He'll Have to Go – 4:18 (Audrey Allison, Joe Allison)
9. Blue Eyes Crying in the Rain – 3:26 (Fred Rose)
10. I Did What I Did – 3:14
11. On the Other Hand – 3:51 (Paul Overstreet, Don Schlitz)
12. How Can a Poor Man Stand Such Times and Live – 4:44 (Brown, D. Campbell, R. Campbell, Falconer, Hassan, Alfred Reed, Travers, Wilson)
13. I Didn't Know – 4:45